# 阔柱黄杨
阔柱黄杨（学名：Buxus latistyla）是黄杨科黄杨属的植物。分布于越南、老挝以及中国大陆的广西、云南等地，生长于海拔700米的地区，常生于山坡、溪边和林下，目前尚未由人工引种栽培。